# 美國隊長2：酷寒戰士
《美國隊長2：酷寒戰士》（英語：Captain America: The Winter Soldier）是一部於2014年上映的美國超級英雄電影，改編自漫威漫畫旗下的超級英雄美國隊長，本片由漫威影业製作，並由華特迪士尼影業負責發行。本片為2011年電影《美國隊長：復仇者先鋒》的續集，亦是漫威电影宇宙系列的第九部电影作品。由安東尼及喬·羅素共同執導，克里斯多佛·馬庫斯與史蒂芬·麥費利編劇，且馬庫斯和麥費利亦為《美國隊長》撰寫過劇本，並由克里斯·伊凡、史嘉蕾·喬韓森、賽巴斯汀·史坦、安東尼·麥基、蔻碧·史莫德、法蘭克·葛里洛、艾蜜莉·芬凱普、海莉·艾特沃、勞勃·瑞福與山繆·傑克森等人主演。本片講述美國隊長、黑寡婦及獵鷹聯手揭穿隐藏在神盾局的陰謀，同時亦要面對一名稱為酷寒戰士的神祕殺手。
本片於2014年3月13日在洛杉磯首映，2014年3月26日發行，並在2014年4月4日於北美以2D、3D及IMAX 3D版本上映。本片收穫普遍影評人的好評，並在票房上獲得了極大的成功，全球進帳超越7.14億美元。除此之外，《美國隊長2：酷寒戰士》還入圍奧斯卡金像獎的最佳視覺效果提名。續集《美國隊長3：英雄內戰》同樣由羅素兄弟執導，於2016年5月6日於美國上映。

## 劇情
史提芬·羅傑斯自從紐約戰役後定居於華府，花費兩年時間適應現代的環境和苦讀錯過的世界歷史。一日協同著娜塔莎·羅曼諾夫和由布洛克·朗姆洛率領的神盾局反恐神戰隊到一艘被法裔海盜喬治·巴托克挾持的神盾局衛星船「雷姆利亞星號」解救人質，但娜塔莎期間私自脫隊在主控制台上複製資料，間接導致巴托克逃跑。史提芬來到三飛飾總部向尼克·福瑞局長表達不滿，福瑞為了以表不是而帶他觀摩世界安全理事會即將完工的「洞見計畫」（Project Insight）：靠三架新製造的次世代升空母艦上裝載的武器鎖定世界上所有威脅並取得先機；然而史提芬還是對這種維護正義的方式抱有疑慮。
當無法讀取船上獲取的資料後，福瑞逐漸對神盾局內部感到不安，私下委託高階主管亞歷山大·皮爾斯暫緩計畫實行，同時秘密聯繫瑪莉亞·希爾前來會合。而福瑞剛離開總部就遭遇一群假警察與蒙面「酷寒戰士」伏擊，僥倖逃生後立即趕去通知史提芬，卻直接被酷寒戰士靠狙擊重傷，使福瑞搶救不及而喪生。史提芬被福瑞交予裝載船上資料的隨身碟後藏在醫院，回總部匯報時遵從福瑞告誡他“不要相信任何人”而隻字不提。而朗姆洛帶領大量神盾局特工意圖抓捕他，史提芬僥倖逃離總部並取回隨身碟跟娜塔莎會合，得知酷寒戰士過去五十年來犯下過數十起重大刺殺案。無人可信之下，兩人追蹤隨身碟信號源自新澤西州的棄置美軍基地，也是史提芬二戰時的舊訓練營。兩人走入地下室發現一座龐大電腦數據庫，正中央的人工智慧揭示本尊為阿尼姆·索拉，於1972年因絕症而逝世前將自己的意識保留在這裡。
索拉供述二戰過後所進行的萬字夾行動，使他被剛創建的神盾局招募擔任戰略顧問，得以讓他躲在內部重塑九頭蛇。組織在這七十多年期間不停地壯大，必要情況會釋出酷寒戰士來抹除障礙，而洞見計畫是九頭蛇奪下世界和建立新秩序的關鍵。這時，神盾局的導彈飛來摧毀整座地下室，兩人僥倖逃生後，史提芬去找他晨練時結識的美軍退伍傘兵山姆·威爾森求助，而山姆決定靠一副機械滑翔翼協助他們。三人抓獲九頭蛇間諜傑斯帕·西威爾拷問，得知洞見計畫的三架母艦會以索拉生前寫出的算法，找出且殲滅所有「未來可能會阻礙九頭蛇」的目標人物。
史提芬三人僅能孤軍奮戰，開車前往總部試圖潛入時受到酷寒戰士沿路埋伏，傑斯帕當場被殺，娜塔莎也中槍傷。史提芬在一番激烈互鬥中取下戰士的面罩，卻發現其真面目是自己在二戰時陣亡的摯友巴奇·巴恩斯。史提芬發現巴奇毫無記憶，而朗姆洛帶隊到場後將他們抓捕，所幸臥底在隊中的希爾將三人解救至藏身處，與利用布魯斯·班納的醫學技術呈現假死而倖免的福瑞會合。福瑞提供三張能夠阻止所有母艦的病毒磁片，同時認同必須犧牲神盾局才能徹底擊潰九頭蛇。隔天，史提芬換回二戰時戰服後帶隊潛入三飛飾總部，用廣播對總部中所有人員公開實情。
總部內隨即爆發內戰，所有九頭蛇成員露出真面目並開始行動，以雪倫·卡特為首的神盾局特工開始抗擊九頭蛇陣營，但三架母艦還是被手動升空。眾安理會議員發現皮爾斯的真面目後都遭到挾持，但偽裝在內的娜塔莎突然現身解救、伴隨著坐直升機到場的福瑞，開始將神盾局和九頭蛇的所有機密文件全部公諸於世。但皮爾斯靠所有議員胸口佩戴的徽章炸彈殺死其他議員、並挾持娜塔莎而重奪控制權。安裝完一號與二號艦的磁片後，史提芬獨自和看守最後母艦的巴奇進行一番苦鬥，在母艦即將擊殺目標之際，艱難地安裝上最後的磁片。隨著希爾改寫系統而使三架母艦相互攻擊，最後全部慢慢自我解體下墜，功虧一簣的皮爾斯企圖靠挾持娜塔莎來逃跑，但被福瑞看準時機槍殺身亡。其中一架母艦摧毀總部大樓，朗姆洛沒能及時逃生，山姆及時破窗躍進福瑞的撤離直升機中。
重傷的史提芬無法對巴奇下殺手，而艦艇平台塌陷使史提芬墜入河中，但巴奇因史提芬所講的一句足以勾起回憶的話而產生影響，自行跳進河中將他救上岸後離開現場。史提芬送醫後平安康復，隨著娜塔莎公佈的種種機密，使神盾局正式解散，大部分人員刪除個人資料後各奔東西，而所有與九頭蛇有勾結的人都被逮捕，救援人員同時從總部殘骸中救出劫後餘生的朗姆洛。福瑞決定隱瞞他還活著的事實，將他的舊資料與獨眼罩燒毀後，動身前往歐洲去調查九頭蛇餘黨下落。娜塔莎為他提供酷寒戰士的資料作為答謝，史提芬決定與隨行的山姆一起去尋找他。
在九頭蛇位於歐洲蘇科維亞的基地裡，負責人沃夫岡·馮·史特拉克繼續躲在幕後收拾殘局，同時開始著手他掌有的「兩個奇跡」：本由神盾局在紐約回收的洛基之權杖、以及一對擁有不同異能力的“雙胞胎兄妹”。而巴奇受史提芬對他講述的身世所影響，於是來到美國隊長紀念館觀摩自己二戰時的資料來慢慢恢復記憶。

## 演員
| 演員                             | 角色                                                   | 備註 |
| 克里斯·伊凡 Chris Evans          | 史提芬·羅傑斯／美國隊長 Steve Rogers / Captain America | 一名第二次世界大戰時期的老兵，透過實驗血清將人體機能提升到極致，被冰凍七十年而假死，參與過紐約戰役後住在華盛頓，目前正在努力適應現代社會。 |
| 史嘉蕾·喬韓森 Scarlett Johansson | 娜塔莎·羅曼諾夫／黑寡婦 Natasha Romanoff / Black Widow | 一名訓練有素的女間諜，為神盾局工作，這次與史提芬並肩作戰。                                                                                 |
| 賽巴斯汀·史坦 Sebastian Stan     | 巴奇·巴恩斯／酷寒戰士 Bucky Barnes / Winter Soldier    | 史提芬的摯友，在二戰追捕索拉的行動中被認定死亡，但實際上卻是被洗腦成為一名九頭蛇刺客。                                                     |
| 安東尼·麥基 Anthony Mackie       | 山姆·威爾森／獵鷹 Sam Wilson / Falcon                  | 前美軍退役傘兵，現美國退伍軍人事務部顧問。史提芬的新搭檔，使用便攜的高科技飛行翼進行空中作戰和掩護。                                       |
| 蔻碧·史莫德 Cobie Smulders       | 瑪莉亞·希爾 Maria Hill                                 | 神盾局高層，身手矯健的女特工，福瑞少數最為信任的左右手。                                                                                   |
| 法蘭克·葛里洛 Frank Grillo       | 布洛克·朗姆洛 Brock Rumlow                             | 神盾局神戰隊隊長，精英中的精英，輔助美國隊長打擊各國恐怖份子，實為臥底於神盾局的九頭蛇間諜。                                               |
| 艾蜜莉·芬凱普 Emily VanCamp      | 雪倫·卡特／特工13 Sharon Carter / Agent 13             | 神盾局特工，奉命在史提芬不知情的狀況下守護他，同時是佩姬·卡特的姪女。                                                                      |
| 海莉·艾特沃 Hayley Atwell        | 佩姬·卡特 Peggy Carter                                 | 神盾局的創始人之一，史提芬的前女友，現已從軍中退休、成家立業、育有子女，經過時間的流逝成為一名罹患失智症的老人。                           |
| 勞勃·瑞福 Robert Redford         | 亞歷山大·皮爾斯 Alexander Pierce                       | 世界安全理事會部長，神盾局的前任局長，福瑞的老戰友。在神盾局中備受尊重，實質上卻是九頭蛇的高層幹部。                                       |
| 山繆·傑克森 Samuel L. Jackson    | 尼克·福瑞 Nick Fury                                    | 神盾局的局長，史提芬和娜塔莎的上司。 |

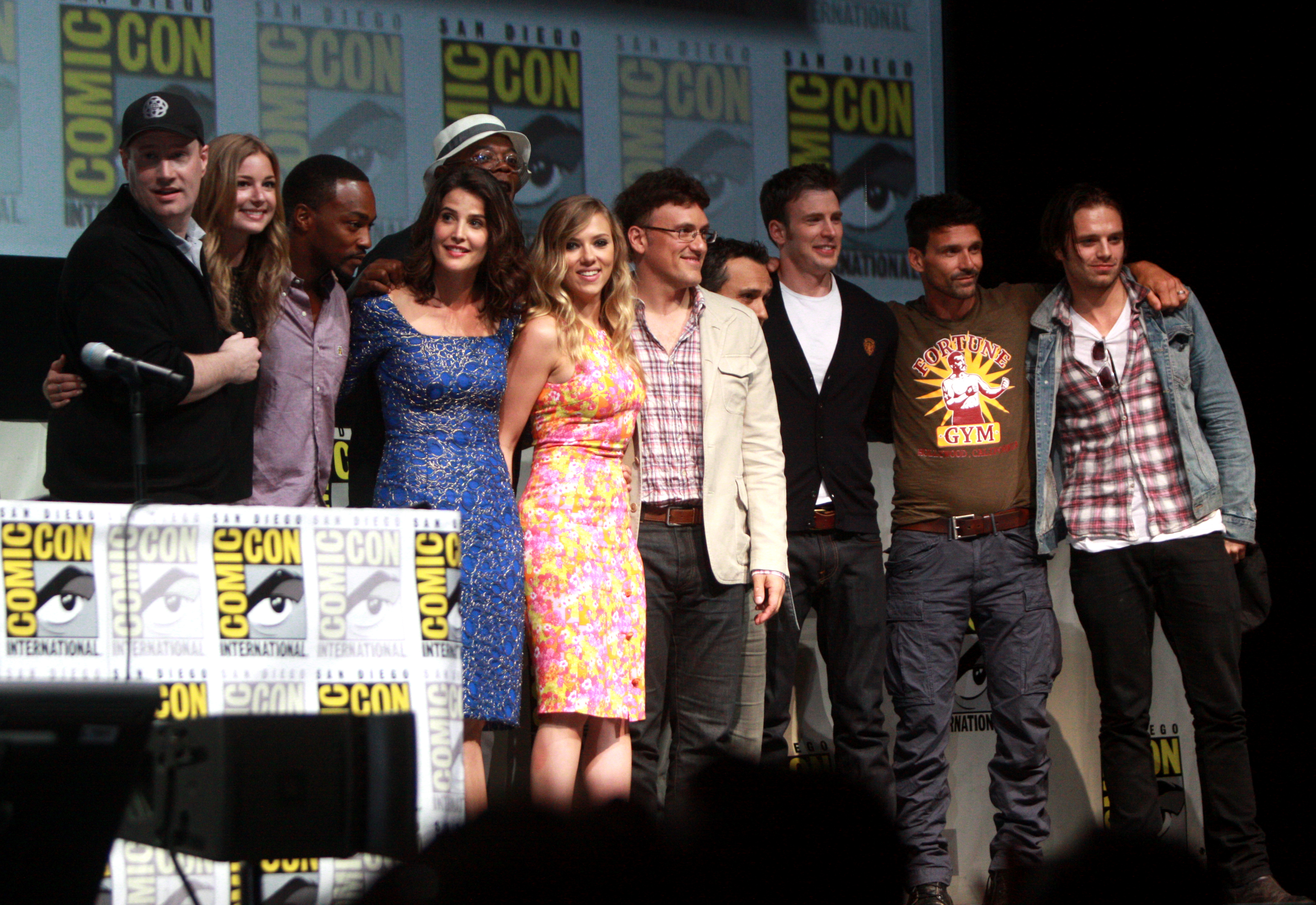
《美國隊長2：酷寒戰士》的演員及工作人員出席2013年聖地牙哥國際漫畫展。由左至右：凱文·費吉、艾蜜莉·芬凱普、安東尼·麥基、蔻碧·史莫德、山繆·傑克森、史嘉蕾·喬韓森、安東尼·羅素、喬·羅素、克里斯·伊凡、法蘭克·葛里洛及賽巴斯汀·史坦。

此外，托比·琼斯、麥斯希姆諾·赫南德茲及蓋瑞·山德林皆回歸飾演他們先前在漫威電影中的角色，分別為阿尼姆·索拉、傑斯帕·西威爾和史丹參議員。多明尼克·庫柏曾飾演青年的霍華·史塔克以照片的形式客串。喬治·聖皮耶詮釋喬治·巴托克，法裔傭兵及法國踢腿術高手。歌倫·梅菲則出演傑克·羅林斯，朗姆洛的副手以及神戰隊成員之一。黃經漢、珍妮·艾格特（曾出現在《復仇者聯盟》中）、阿蘭·戴爾及伯納德·懷特飾演世界安全理事會成員。喜劇演員丹尼·普迪與DC皮爾森分別客串為神盾局技術員和Apple Store員工。而在史密森尼博物館中，美國隊長紀念館的旁白則由蓋瑞·辛尼茲負責，對美國隊長打量的小男孩為安東尼·羅素的兒子，史丹·李也在紀念館中以保安警衛的身分客串。酷寒戰士的創造者艾德·布貝克於電影中飾演一名科學家，為改造巴奇成為酷寒戰士的單位工作。導演之一喬·羅素在片中擔任醫生，編劇克里斯多佛·馬庫斯與史蒂芬·麥費利則客串為兩名神盾局的審訊者。湯瑪士·基斯曼、亨利·古德曼、伊莉莎白·歐森與亞倫·強森分別詮釋沃夫岡·馮·史特拉克、李斯特博士、汪達·麥西莫夫及皮特洛·麥西莫夫，現身於片尾彩蛋。

## 製作

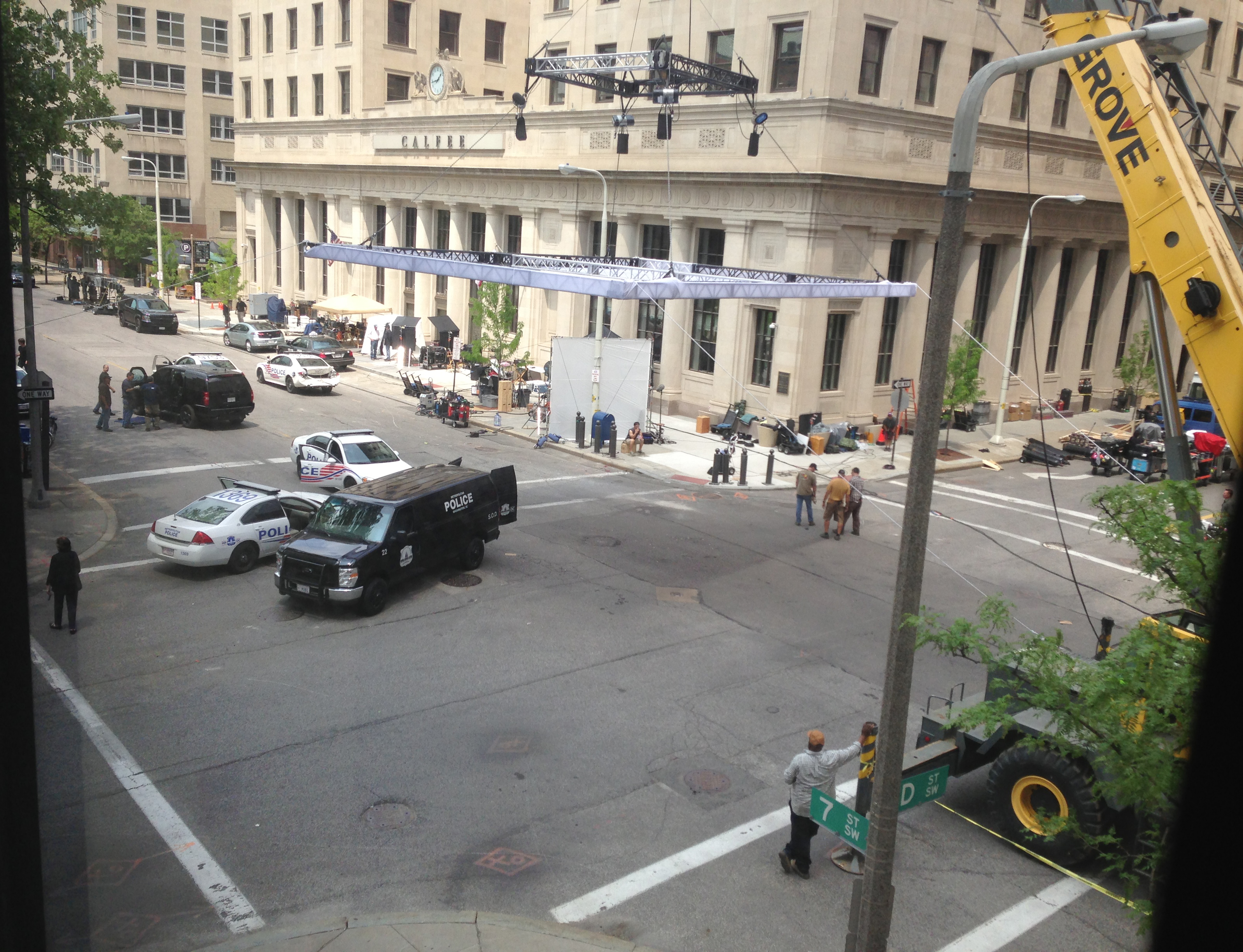
克里夫蘭的拍攝現場。

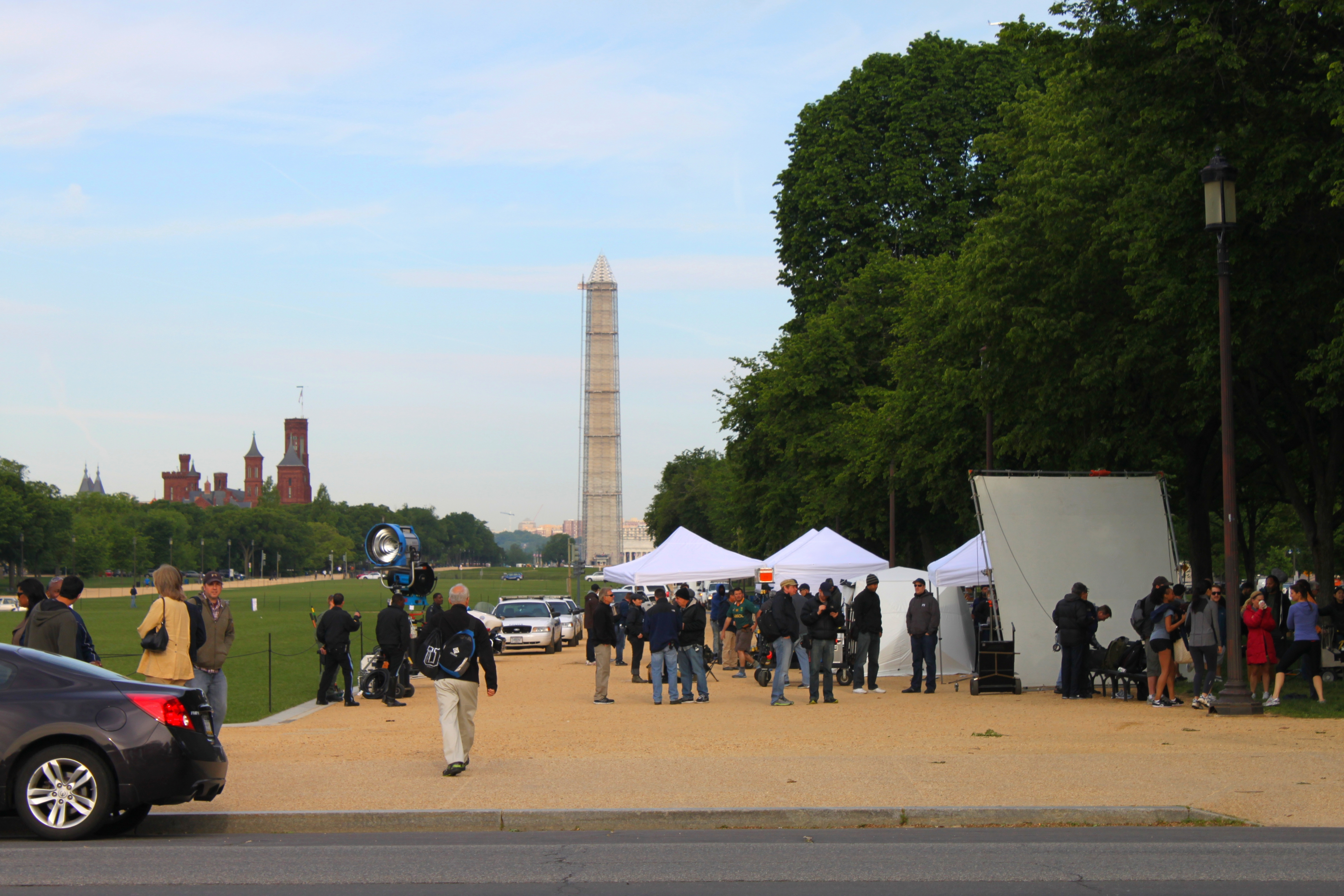
拍攝現場。

電影正進入初步階段。電影之副標題在2012年7月15日正式命名為「酷寒戰士」（The Winter Soldier），當中的名字為主角之一巴奇·巴恩斯的化名，所以估計電影的反派將會是酷寒戰士。在2012年8月21日，《紐約郵報》透露，本片的制作人目前把安娜·姬妲妮、伊莫珍·波茨以及費莉絲蒂·瓊斯三人列為本片頭號女主角的候選人。2012年10月3日，電影公司正為《美國隊長》續集選女主角，據悉目前為止有五名候選人，其中一人是美劇《權力遊戲》女星艾美莉·克拉克。2013年4月3日，羅拔·烈福宣佈參演，將飾演神盾局一名資深探員。
2013年4月14日，本片在洛杉磯正式開始拍攝工作。首張劇照也曝光，照片中美國隊長背著盾牌站在神盾局的標誌前。2013年4月24日，史嘉蕾·喬韓森現身洛杉磯片場拍攝本片。這次史嘉莉將黑寡婦的招牌紅頭髮梳直，然後觀眾對此造型評價卻不太好。知名的誠實預告片譏諷這集的黑寡婦是露西。
2013年6月14日，本片在美國俄亥俄州進行拍攝，黑寡婦與美國隊長在片場上演兩人深情對看，最後更直接激吻的戲份。
2014年3月12日，《娛樂周刊》網站報導喬斯·溫登拍攝了一齣《復仇者聯盟2：奧創紀元》的相關短片，將會在本片片末播出。

## 音樂
2013年6月，亨利·傑克曼宣布他將為電影製作配樂。好萊塢唱片於2014年4月1日發布了專輯。

## 宣傳推廣
2013年7月20日，《美國隊長2》的一眾演員出席在聖地牙哥舉行的國際動漫節。當中史嘉蕾·喬韓森攜克里斯·埃文斯、森姆·積遜一起出席《美國隊長2》的記者會。
由2014年3月7日起，賓客可以在迪士尼樂園的Innoventions建築物內，參觀Captain America: The Living Legend and Symbol of Courage展覽，並且跟美國隊長見面。
《荷里活報道》在2014年2月21日指，最新的電視廣告中，美國隊長透露了尼克·福瑞將會死去的劇情，引起大批網民討論。上映後才發現是虛驚一場，尼克·弗瑞最終復活成功。
電影贊助商雪佛兰特別拍攝了一個兒童版的美國隊長廣告宣傳Traverse系列汽車，稱為「美國隊長：冬天小學生」。
2014年2月16日，克里斯·埃文斯獲邀成為全國運動汽車競賽協會在第56屆戴通納500公里大賽的大元帥，負責給參賽車手發出起步指令。

## 首映禮

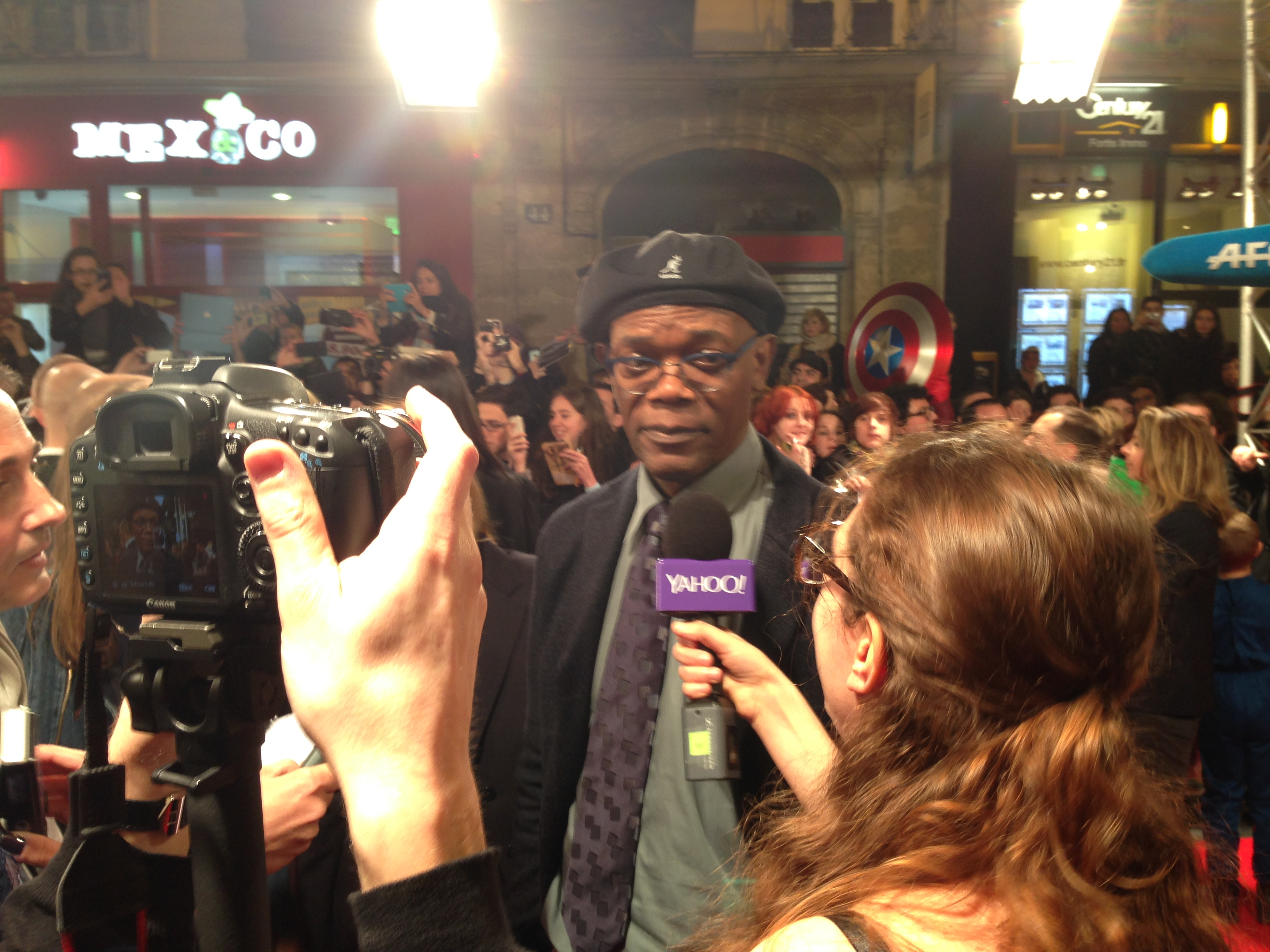
2014年3月17日，森姆·積遜出席巴黎首映禮。

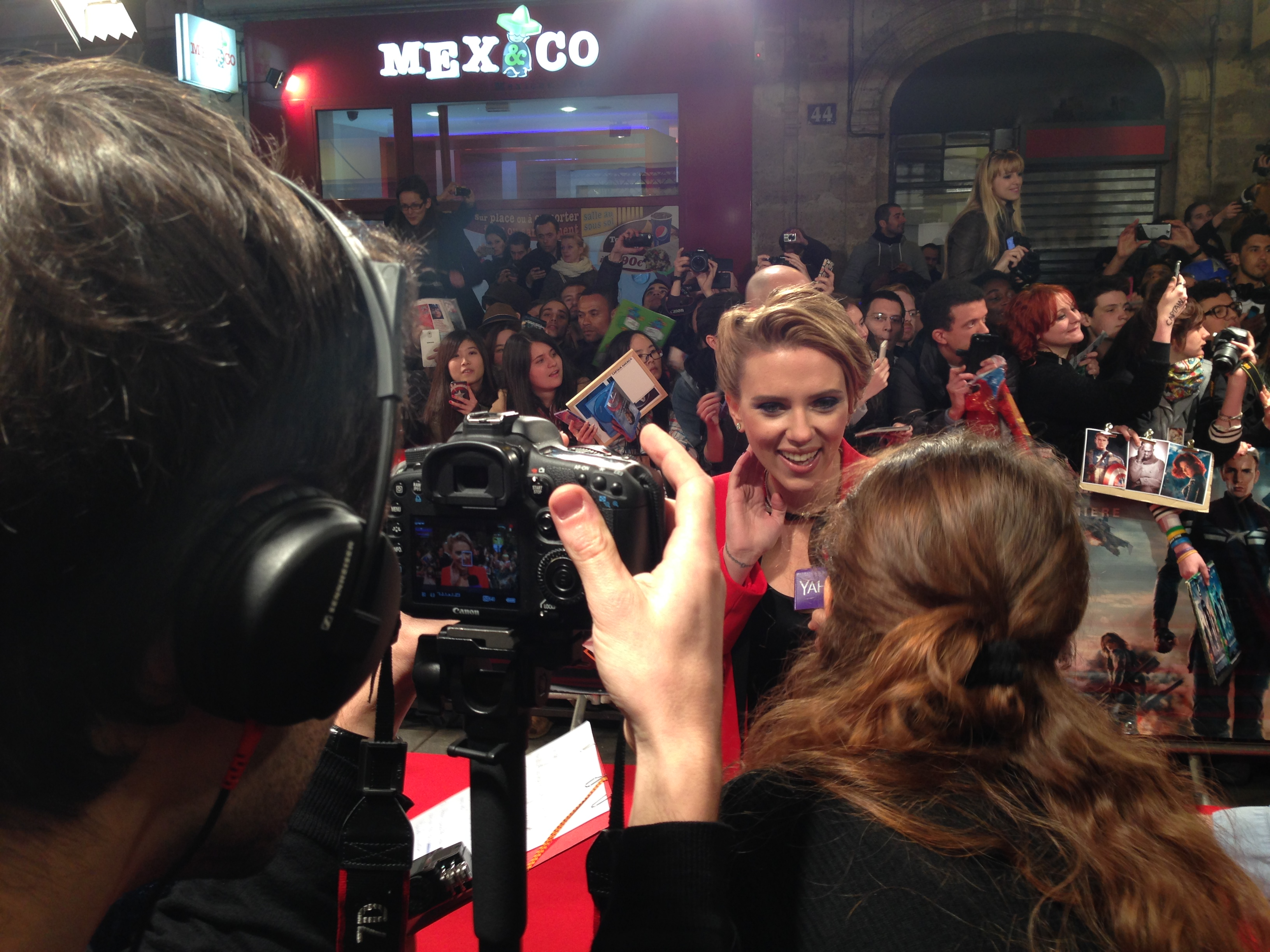
同日，施嘉莉·祖安遜也有出席巴黎首映禮。

2014年3月13日，《美國隊長2》率先在荷里活舉行全球首映禮，片中一眾主演包括「美國隊長」基斯·伊雲斯、「黑寡婦」施嘉莉·祖安遜及飾演神盾局局長的森姆·積遜等均有現身，而參演《復仇者聯盟2：奧創紀元》的韓國女星金秀賢都有盛裝出席。
史嘉莉·祖安遜在2014年3月16日出席電影《美國隊長2》在巴黎的首映禮。她一身搶眼的紅色西裝外套，成為全場焦點。
《美国队长2》于2014年3月24日在北京三里屯太古里南区举行亚洲首映式，导演罗素兄弟以及主演克里斯·埃文斯、斯嘉丽·约翰逊还有塞缪尔·杰克逊都到场出席。这也是本片在亚洲地区的唯一一场首映式。

## 發行
《美國隊長2：酷寒戰士》於2014年3月26日在32個市場上發行，2014年4月4日則以2D，3D和IMAX 3D版本在美國上映。全球首映率先在2014年3月13日於加利福尼亞州好萊塢的埃爾卡皮坦劇院舉行。《美國隊長2：酷寒戰士》於3月17日舉辦巴黎的首映禮，地點位在大雷克斯劇院，倫敦則於3月20日在西田倫敦購物中心亮相，北京的首映日期定在3月24日，而克利夫蘭則是於4月1日進行。

## 迴響

### 評價
根据評論匯總网站爛番茄汇总的311篇评论文章，90%的评论家给予该作正面评价，使之獲得「認證新鮮」標識，平均打分为7.7分（满分10分）。该网站总结的评论家共识是“《美國隊長2：酷寒戰士》在復仇者聯盟的經典中是一個優秀的入口，肯定會讓漫威頑固分子感到震驚，這是懸疑和政治上的精明。”在Metacritic上，48位影評人共給予了70分的分數（滿分100分），這部電影獲得了「普遍好評」。據CinemaScore調查，觀眾的平均評價於A+至F間落於「A」。

### 票房
《美國隊長2：酷寒戰士》在北美的總票房為2.598億美元，其他地區4.547億美元，全球共計7.14億美元。該成績使其成為2014年全球票房收入第七高的電影。

#### 北美
北美首周末收9,620万美元列第一位，并创造4月份开画记录。次周末收4,139万蝉联冠军。第三周末收2,661万实现三连冠。第四周末收1,605万列第二位。最终成绩2.6亿位列北美年度票房第四位。

#### 國際
中国方面，首周三天收获2.35亿人民币列第一位，创造中国市场进口片的周末三天开画票房记录（前记录为《霍比特人：史矛革之战》的2.07亿人民币）。次周收2.6亿蝉联冠军。第三周收1.13亿实现三连冠。第四周收5,550万列第三，累计6.67亿。第五周收4,700万列第五位。
香港方面，上映4日票房已達到$21,765,386，成為香港史上4月開畫周末4日票房第3名，僅次於《鐵甲奇俠3》及《復仇者聯盟》。
台灣方面，首日票房為新台幣1,877萬元；首週四天票房為新台幣1.02億元；次週票房累計至新台幣2.08億元；第三週票房累計至新台幣2.5億元；第四週票房累計至新台幣2.77億元；第五週票房累計至新台幣2.88億元；最終全台票房為新台幣2.98億元。
| 上一届： 《挪亞：滅世啟示》    | 2014年美國週末票房冠軍 第14-16周     | 下一届： 《婦仇者聯盟》 |
| 上一届： 《300壯士：帝國崛起》 | 2014年台北週末票房冠軍 第13-15周     | 下一届： 《分歧者》     |
| 上一届： 《挪亞：滅世啟示》    | 2014年香港一週票房冠軍 第13-15週     | 下一届： 《魔警》       |
| 上一届： 《极品飞车》          | 2014年中国内地一周票房冠军 第14-16周 | 下一届： 《同桌的你》   |

### 榮譽
| 年份 | 獎項 / 電影節 | 類別                           | 獲提名者                                       | 結果 | 參考資料 |
| ---- | ------------- | ------------------------------ | ---------------------------------------------- | ---- | -------- |
| 2014 | 青少年票選獎  | 電影選擇獎：科幻／奇幻片       | 《美國隊長2：酷寒戰士》                        | 提名 | [ 66 ]   |
| 2014 | 青少年票選獎  | 電影選擇獎：科幻／奇幻片男演員 | 克里斯·伊凡                                    | 提名 | [ 66 ]   |
| 2014 | 青少年票選獎  | 電影選擇獎：科幻／奇幻片女演員 | 史嘉蕾·喬韓森                                  | 提名 | [ 66 ]   |
| 2014 | 青少年票選獎  | 電影選擇獎：最佳組合           | 克里斯·伊凡與安東尼·麥基                       | 提名 | [ 66 ]   |
| 2014 | 青少年票選獎  | 電影選擇獎：接吻場景           | 克里斯·伊凡與史嘉蕾·喬韓森                     | 提名 | [ 66 ]   |
| 2014 | 青少年票選獎  | 電影選擇獎：搶眼明星           | 安東尼·麥基                                    | 提名 | [ 66 ]   |
| 2014 | 好萊塢青年獎  | 超級英雄                       | 克里斯·伊凡                                    | 提名 | [ 67 ]   |
| 2015 | 評論家選擇獎  | 最佳動作電影                   | 《美國隊長2：酷寒戰士》                        | 提名 | [ 68 ]   |
| 2015 | 評論家選擇獎  | 最佳動作電影男主角             | 克里斯·伊凡                                    | 提名 | [ 68 ]   |
| 2015 | 全美民選獎    | 最受歡迎電影                   | 《美國隊長2：酷寒戰士》                        | 提名 | [ 69 ]   |
| 2015 | 全美民選獎    | 最受歡迎女演員                 | 史嘉蕾·喬韓森                                  | 提名 | [ 69 ]   |
| 2015 | 全美民選獎    | 最受歡迎銀幕搭檔               | 克里斯·伊凡與史嘉蕾·喬韓森                     | 提名 | [ 69 ]   |
| 2015 | 全美民選獎    | 最受歡迎動作電影               | 《美國隊長2：酷寒戰士》                        | 提名 | [ 69 ]   |
| 2015 | 全美民選獎    | 最受歡迎動作電影男演員         | 克里斯·伊凡                                    | 獲獎 | [ 69 ]   |
| 2015 | 全美民選獎    | 最受歡迎動作電影女演員         | 史嘉蕾·喬韓森                                  | 提名 | [ 69 ]   |
| 2015 | 奧斯卡金像獎  | 最佳視覺效果                   | 丹·德里伍、羅素·厄爾、布萊恩·葛理渥與丹·薩迪克 | 提名 | [ 70 ]   |
| 2015 | 土星獎        | 最佳漫畫改編動作電影獎         | 《美國隊長2：酷寒戰士》                        | 提名 | [ 71 ]   |
| 2015 | 土星獎        | 最佳導演                       | 安東尼與喬·羅素                                | 提名 | [ 71 ]   |
| 2015 | 土星獎        | 最佳編劇                       | 克里斯多佛·馬庫斯與史蒂芬·麥費利               | 提名 | [ 71 ]   |
| 2015 | 土星獎        | 最佳男主角                     | 克里斯·伊凡                                    | 提名 | [ 71 ]   |
| 2015 | 土星獎        | 最佳男配角                     | 安東尼·麥基                                    | 提名 | [ 71 ]   |
| 2015 | 土星獎        | 最佳男配角                     | 山繆·傑克森                                    | 提名 | [ 71 ]   |
| 2015 | 土星獎        | 最佳女配角                     | 史嘉蕾·喬韓森                                  | 提名 | [ 71 ]   |
| 2015 | 土星獎        | 最佳音樂                       | 亨利·傑克曼                                    | 提名 | [ 71 ]   |
| 2015 | 土星獎        | 最佳剪輯                       | 傑佛瑞·福特與馬修·施密特                       | 提名 | [ 71 ]   |
| 2015 | 土星獎        | 最佳藝術執導                   | 彼得·溫漢                                      | 提名 | [ 71 ]   |
| 2015 | 土星獎        | 最佳特效                       | 丹·德里伍、羅素·厄爾、布萊恩·葛理渥與丹·薩迪克 | 提名 | [ 71 ]   |
| 2015 | 帝國獎        | 最佳驚悚電影                   | 《美國隊長2：酷寒戰士》                        | 提名 | [ 72 ]   |
| 2015 | MTV電影大獎   | 最佳打鬥場面                   | 克里斯·伊凡 vs. 賽巴斯汀·史坦                  | 提名 | [ 73 ]   |
| 2015 | MTV電影大獎   | 最佳吻戲                       | 史嘉蕾·喬韓森與克里斯·伊凡                     | 提名 | [ 73 ]   |

## 續集
根據《荷里活報道》2014年1月28日的報導，漫威工作室已經跟羅素兄弟洽談簽約，讓他們執導续集《美國隊長3》。《好莱坞报道》在3月13日報導，《美國隊長3》會在2016年5月6日上映，與華納兄弟的《蝙蝠俠對超人：正義曙光》打對台，至今確認漫威並不會更改檔期，而華納則在2014年8月宣布將《蝙蝠俠對超人：正義曙光》提前至3月25日，才化解了撞檔的局面。2014年10月13日，美國綜藝網站透露小勞勃·道尼會在《美國隊長3》中再次飾演鐵甲奇俠。2015年2月，在索尼影業與漫威影業達成協議，讓蜘蛛俠在漫威電影宇宙中出現之後，《華爾街日報》在2015年2月10日透露，蜘蛛俠將會在《美國隊長3》內首次現身。

## 備註
1. ↑  依照漫威電影宇宙上映次序。
2. ↑  依照漫威電影宇宙中故事發生的時間次序，參見漫威电影宇宙#時間線。
3. ↑  參見2012年電影《復仇者聯盟》。
4. ↑  其中包括兩年後成為「奇異博士」的紐約世界頂尖神經外科醫生史蒂芬·史傳奇。
5. ↑  參見2011年電影《美國隊長：復仇者先鋒》。
6. ↑  後續劇情參見2015年電影《復仇者聯盟2：奧創紀元》。